# Göfab
Gamlestadens Överskottsförsäljnings AB, Göfab, var en svensk lågpriskedja. Företaget grundades i Gamlestaden, Göteborg 1978. Totalt fanns det 45 butiker varav 16 varuhus. År 2003 gick Göfab i konkurs.

## Varuhus och butiker
I de 16 varuhusen såldes byggvaror, hushållsmaskiner, kök och bad, radio och tv, elverktyg, trädgårdsmaskiner och leksaker.

### Göfab-tian
Små butiker där alla varor kostar 10 kronor.